# Nova (canal de televisão)
Nova é um canal pertencente a Atresmedia que emite exclusivamente através da TDT em Espanha.
É um canal orientado à mulher e ao público familiar, com séries que tiveram sucesso na Antena 3, redifusões, espaços de produção própria e novelas. Também emite cinema todas as noites.
Antena 3 mudou a 1 de Janeiro de 2009 a mosca (logotipo no ecrã) de Antena.Nova para fazer o público colocá-lo na posição 9 da grelha de canais.
Antena 3 mudou, em 1 de Janeiro de 2009, a mosca (logotipo no ecrã) de Antena.Nova para "Nova, pásate al 9" (Nova passa para o 9), para fazer o público colocar o canal na posição 9 da grelha de canais. No final de 2009 voltou a mudar a mosca mas desta vez dizendo "Nova, somos el 9" (Nova somos o 9).
O 1 de dezembro de 2015 o canal estreio oficialmente seu sinal HD 1080i baixo o nome de Nova HD.

## História
Nova iniciou suas transmissões em 2005, sendo o primeiro canal feminino de TDT. Começou como um canal dedicado ao público convencional, embora, depois de algum tempo, o canal também começasse a concentrar seus finais de semana em um público-alvo mais familiar, com séries, novelas, programas, filmes e retransmissões dos conteúdos mais bem sucedidos do público. Canais gerais da Atresmedia Corporación.
Em junho de 2006, o grupo San Sebatián de los Reyes anunciou que estava chegando a um acordo com a CBS Corporation para implementar seu conteúdo audiovisual na Espanha a partir do início da temporada 2006/2007. O acordo teria garantido conteúdos destinados para Antena 3 quanto a Antena.Neox e Antena.Nova. Além disso, os canais Showtime e UPN teriam sido incluídos, o que provavelmente teria substituído Antena.Neox e Antena.Nova, respectivamente. No entanto, muitos conteúdos da CBS, da Showtime e da UPN já possuíam proprietários em Espanha e várias dessas séries não poderiam ter sido transmitidas através dos canais do grupo. Mesmo assim, teria reservado todos os produtos que não possuíam proprietários na Espanha, assim como todos os produtos futuros. Finalmente, o Grupo Antena 3 (atualmente Atresmedia) decidiu manter suas marcas e conteúdos.
Em 6 de agosto de 2010, o canal mudou seu nome de Antena.Nova para Nova e, em 6 de outubro, mais uma vez colocou sua primeira imagem corporativa. No entanto, em 5 de novembro, a Nova mudou sua imagem corporativa clássica para uma mais moderna, que mistura as cores rosa e branco.
Na última quinta-feira, 18 de abril de 2013, a cadeia do grupo Atresmedia alcançou seu recorde histórico de audiência com 2,8% de audiência. Assim, além de superar as cadeias de concorrência diretas como Divinity e Nueve, Nova também bateu a corrente generalista Cuatro no entardecer da tarde com a telenovela Mañana es para siempre.
No mês de novembro de 2013, a Nova lançou o contêiner Nova Life, que contém programas factuais de produção própria e outros. Isto chegou para o dia dos sábados e domingos da emissora.
Desde o mês de maio de 2014, devido ao fechamento de Nitro, Xplora e La Sexta 3, Nova expandiu sua programação com docushows e cinema em suas primeiras horas da manhã, um contêiner de filmes no horário nobre semanal chamado Noche de película, a inclusão de várias séries de Nitro e a chegada de novas séries e programas americanos para o container Nova Life, além da estréia de novas telenovelas e de outros programas e ficções do canal.

### Nova HD
Em 1 de dezembro de 2015, o canal estreou oficialmente seu sinal de alta definição em 1920x1080i sob o nome de Nova HD, unindo-se exclusivamente à operadora de pagamento Vodafone TV.

## Imagem corporativa

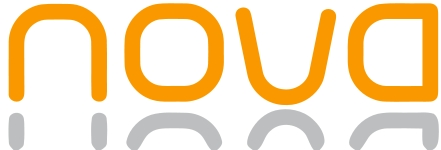
Logotipo da Nova de 2005 a 2012.
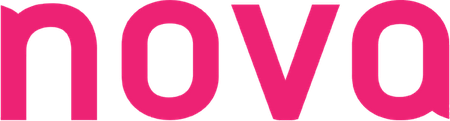
Logotipo da Nova de 2012 até 2015.
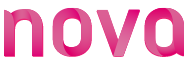
Logotipo da Nova de 2015 até a atualidade.
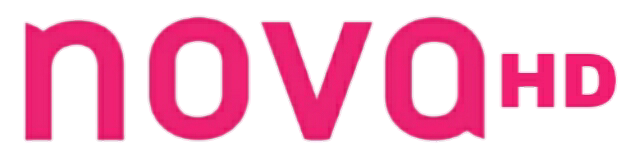
Logo da versão HD do Nova desde 2015.